# Yoshkar-Ola
Yoshkar-Ola (tiếng Mari và tiếng Nga: Йошкар-Ола) là một thành phố ở Nga và là thủ phủ của Cộng hòa Mari El. Nó có dân số 281.165 (điều tra dân số 2002).

## Liên kết
- Detailed map of the city of Yoshkar-Ola
- Yoshkar-Ola in Mari El
- Yoshkar-Ola city photos
- Red-White Yoshkar-Ola RUS